# Lago Washoe

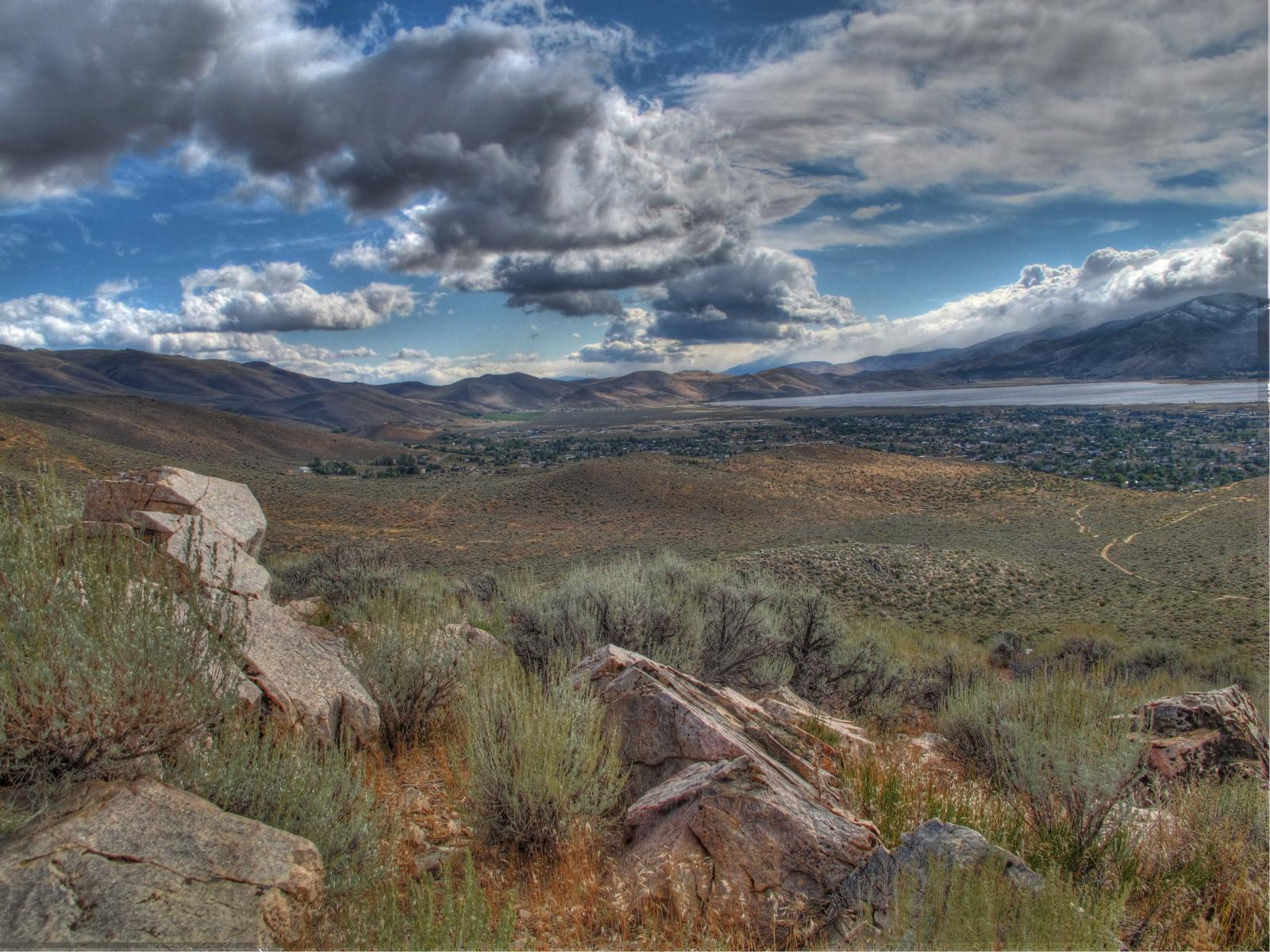
Lago Washoe e tempestade, 2011.

O Lago Washoe (Washo: c'óʔyaʔ dáʔaw ) é um lago localizado no  Washoe Valley do condado de Washoe, no oeste do estado de Nevada, Estados Unidos.  Fica situado entre Reno e Carson  City (mais próximo de Carson City). É um lago pouco profundo e a superfície pode variar muito durante o ano.

## Bacia hidrográfica
O lago Washoe é alimentado por várias pequenos ribeiros que correm através da Virginia Range a leste  e da Carson Range a oeste. O lago desagua no Steamboat Creek, que corre a norte em direção do rio Truckee, se bem que muita água seja desviada para uso de irrigação.

## Atividades
O lago Washoe é muito popular pelas atividades de windsurf, kitesurf e passeios de barco.